# 아스타 케 엘 디네로 노스 세파레
《아스타 케 엘 디네로 노스 세파레》(스페인어: Hasta que el dinero nos separe "돈이 우리를 갈라놓을 때까지")은 2009년 방영된 멕시코의 텔레노벨라이다.